# 지체상금
지체상금(遲滯償金)이란 계약상대자가 정당한 이유 없이 계약상의 의무를 기한 내에 이행하지 못하고 지체한 때에는 이행지체에 대한 손해배상액의 예정성격으로 징수하는 금액이다. 지체보상금이라고도 하며 아파트 임주지체보상금, 공사지체보상금 등이 예이다. 판례는 계약보증금은 위약벌 또는 제재금의 성질을 가지고 지체상금은 손해배상의 예정액으로 봄이 상당하다고 해석하고 있어 계약보증금을 초과하여 징수할 수 있다는 것이 감사원 및 대법원의 태도였으나 2000다35771 판결은 계약보증금도 위약벌로 본다는 특별한 사정이나 주장이 없는한 손해배상액 예정이라보 보아야 한다고 하여 논란이 있다. 관급공사계약의 경우, 계약일반조건 제25조에서는 지체상금과 관련된 준공기한은 계약서상 준공신고서 제출일을 의미한다고 명시하여 이는 일반적인 지체상금 산정기준과 상이하므로 대법원은 관급공사계약의 경우 준공검사 합격일을 종기로 하여 정한 것은 유효하다고 하다고 판시하였다

## 부과기준
지연납품액×지체일수×지체상금률이다. 수급인이 책임 있는 사유로 약속을 지키지 못했을 때 부과하며 예를 들어 준공기한까지 공사를 완성하지 못한 것이 오히려 도급인 때문이라거나(예컨대 도급인이 자재공급을 적기에 하지 않은 경우), 불가항력적인 사유(예컨대 통상 예측할 수 없는 기상악화)로 인한 것이라는 점 등이 입증되면(입증책임은 수급인에게 있다) 부과되지 않는다

## 문제점
- 공공기관과 달리 지체상금 요율(공공공사 계약금액의 1000분의1)이 민간공사에는 없어 우월적 지위의 발주자가 몇배의 요율을 요구해도 시공사로선 어쩔 수없이 수용해야 하는 형편이다[4].

## 사례
- 국토교통부는 사업시행자 건설업체와 고속도로건설 계약서에는 맺으면서 공사기간 내에 공사를 마치지 못하면공사 종료 때까지 국토부에 벌칙 성격의 지체상금을 내야 한다[5]. 기록적인 폭설 등의 경우 조달청에서 공공 건설공사를 수행하는 시공사는 필요시 공사기간 연장을 요청할 수 있고, 이에 따른 지체상금 등 각종 페널티를 면제한 사례가 있다[6].
- 건설사Y는 X로부터 주택신축공사를 도급받으면서 국토교통부 고시 ‘민간건설공사 표준도급계약 일반조건’을 도급계약의 내용으로 편입하기로 합의하였는데 이 일반조건에서는 지체상금에 관한 규정과 별도로 위 도급계약이 해제 또는 해지되는 경우 손해배상을 청구할 수 있도록 하고 있었으며, 그 해제 또는 해지사유로는 ‘수급인의 책임 있는 사유로 인하여 준공기일 내에 공사를 완성할 가능성이 없음이 명백한 경우’, ‘기타 수급인의 계약조건 위반으로 계약의 목적을 달성할 수 없다고 인정되는 경우’등이 규정돼 있었고 이후 공사가 진행되던 중 Y의 시공 상의 오류로 지하 물탱크 옹벽에 큰 구멍이 발생했고 타절 여부를 놓고 합의가 이뤄지지 않자 X는 Y에게 귀책사유가 있음을 이유로 위 도급계약을 해제했다. 이에 X는 Y에게 계약해제에 따른 계약금 등의 반환을 구하면서 물가상승으로 인한 예상 공사비의 증가분 및 임대료 상당의 손해배상을 청구했으나, Y는 지체상금약정이 있으므로 X가 청구할 수 있는 손해배상액은 지체상금액에 한정된다고 주장한 사례가 있다[7]
- X건설사는 Y가 발주한 체육관 증축공사를 공사대금 50억원, 공사기간은 착공일로부터 330일, 지체상금률은 1일에 공사대금의 1000분의 1로 정해 수주했고, 위 증축공사 진행 중 체육관 주차장 공사도 수주해 공사기간을 30일 연장 받았다. 그러나 X는 연장된 공사기간보다 200일을 지체해 준공했다. 그 후 X가 Y를 상대로 공사대금의 지급을 청구하자 Y는 200일분의 지체상금이 상계돼야 한다고 항변했는데, 이에 대해 X는 공법변경 및 집중호우 등으로 인해 공사가 지연된 것을 고려할 때 위 지체상금은 부당하게 과다하므로 감액돼야 한다고 주장한 사례가 있다[8].
- A사는 B사에게 골프장공사를 도급주는 계약을 체결하였는데, 공사기간은 2016. 8. 12.부터 2018. 8. 30.까지, 지체상금은 1일당 공사금액의 0.2%로 정하였다. B사는 55%의 기성률을 달성한 단계에서 자금사정의 악화로 2017. 12. 말경 공사를 중단하였고, 이어서 2018. 1. 7. 부도가 났다. 이에 A사는 2018. 1. 12. B사에게 위 도급계약의 해제를 통지하였다. A사는 이후 B사의 연대보증인인 C사에게 잔여공사를 시공해줄 것을 요청하였으나 별다른 대답을 듣지 못하자 다른 공사업체를 물색하다가 자신이 직영으로 잔여공사를 시공하기로 하여 하도급업체들과 직접 계약을 체결하고 2008. 3. 30. 공사를 진행하여 완료하였다[9].

## 판례
- 건물신축의 도급계약은 그 건물의 준공이라는 일의 완성을 목적으로 하는 계약으로서 그 지체상금에 관한 약정은 수급인이 이와 같은 일의 완성을 지체한데 대한 손해배상액의 예정이다[10]
- 지체상금에 관한 약정은 수급인의 이행지체로 인한 손해배상액의 예정인바, 법원이 손해배상 예정액이 부당히 과다하다 하여 감액하려면, 채권자와 채무자의 경제적 지위, 계약의 목적과 내용, 손해배상액을 예정한 경위(동기), 채무액에 대한 예정액의 비율, 예상 손해액의 크기, 그 당시의 거래관행과 경제상태, 채무자가 계약을 위반한 경위 등을 두루 참작한 결과, 손해배상 예정액의 지급이 채권자와 채무자 사이에 공정을 잃는 결과를 초래한다고 인정되는 경우라야 한다[11].
- 건설교통부 고시 ‘민간건설공사 표준도급계약 일반조건의 지체상금약정은 수급인이 공사완성의 기한 내에 공사를 완성하지 못한 경우에 완공의 지체로 인한 손해배상책임에 관하여 손해배상액을 예정하였다고 해석할 것이고, 수급인이 완공의 지체가 아니라 그 공사를 부실하게 한 것과 같은 불완전급부 등으로 인하여 발생한 손해는 그것이 그 부실공사 등과 상당인과관계가 있는 완공의 지체로 인하여 발생한 것이 아닌 한 위 지체상금약정에 의하여 처리되지 아니하고 도급인은 위 일반조건의 손해배상약정에 기하여 별도로 그 배상을 청구할 수 있다[12].

### 도급인의 과실이 있을 경우 과실상계 적용여부
지체상금이 손해배상액의 예정으로 인정되어 이를 감액함에 있어서는 채무자가 계약을 위반한 경위 등 제반사정이 참작되므로 손해배상액의 감경에 앞서 채권자의 과실 등을 들어 따로 감경할 필요는 없다

### 관급공사계약 지체상금의 종기
- 공사가 도중에 중단되어 예정된 최후의 공정을 종료하지 못한 경우에는 공사가 미완성된 것으로 볼 것이지만, 공사가 당초 예정된 최후의 공정까지 일응 종료하고 그 주요 구조 부분이 약정된 대로 시공되어 사회통념상 일이 완성되었고 다만 그것이 불완전하여 보수를 하여야 할 경우에는 공사가 완성되었으나 목적물에 하자가 있는 것에 지나지 아니한다고 해석함이 상당하고, 예정된 최후의 공정을 종료하였는지 여부는 수급인의 주장이나 도급인이 실시하는 준공검사 여부에 구애됨이 없이 당해 공사 도급계약의 구체적 내용과 신의성실의 원칙에 비추어 객관적으로 판단할 수밖에 없고, 이와 같은 기준은 공사 도급계약의 수급인이 공사의 준공이라는 일의 완성을 지체한 데 대한 손해배상액의 예정으로서의 성질을 가지는 지체상금에 관한 약정에 있어서도 그대로 적용된다. 한편, 일반적으로 공사 완성 여부의 판단에 있어서 준공검사를 받았는지 여부는 영향을 미치지 아니하나, 당사자 사이에 건물의 완공 이외에 검사 등의 특별한 절차를 중요한 내용으로 정하였다면 지체상금의 종기를 그 약정에 따라야 한다[14].

- 당사자 사이에 건축공사의 완공 후 부실공사와 하자보수를 둘러싼 분쟁이 일어날 소지가 많음이 예상됨에 따라 그러한 분쟁을 사전에 방지할 의도로 통상의 건축공사 도급계약과는 달리 도급인의 준공검사 통과를 대금지급의 요건으로 삼음과 동시에 하자보수 공사 후 다시 합격을 받을 때까지 지체상금까지 부담하게 함으로써 공사의 완전한 이행을 담보하기 위해 지체상금의 종기를 도급인의 준공검사 통과일로 정하였다고 볼 만한 특별한 사정이 있다면 그에 따라야 할 것이다[15].

### 공사중도 포기시의 지체상금 기간
- 대법원은 수급인이 중도에 공사를 포기하여 계약이 해제된 경우에는 수급인이 공사를 중단하거나 기타 해제사유가 있어서 도급인이 공사도급계약을 해제할 수 있었던 때(실제로 해제한 때가 아니다)에 도급인이 다른 업자에게 의뢰하여 공사를 완성할 수 있었던 시점을 계산하여 그 시점과 원래의 완공예정시점을 비교하여 그 차이만큼 지체상금을 물어야 한다고 판단하고 있다[16].

### 계약보증금과 지체상금이 함께 약정된 경우
- 지체상금 약정도 손해배상의 예정이므로 초과하는 부분은 추가로 청구할 수 있다[17]

### 분양자의 이행지체도 지체상금약정
분양계약서상 수분양자의 분양대금 납입 지체에 관한 지체상금약정이 있는 경우, 수분양자는 분양자에 대해 손해배상액의 예정으로서 지체상금의 지급을 구할 수는 없다

## 참고 문헌
- 방산업계의 덫 '지체상금' 아시아경제 2012.06.28
- 이상한 역차별 색안경 중앙일보 2014.02.25[깨진 링크(과거 내용 찾기)]
- 지체상금 제도의 문제점과 개선방안

## 같이 보기
- 계약보증금
- 확정적 손해배상